# Garrard County
Garrard County je okres amerického státu Kentucky založený v roce 1797. Správním střediskem je město Lancaster. Pojmenovaný je podle Jamese Garrarda, guvernéra státu Kentucky v letech 1796-1804.

## Sousední okresy
| Růžice kompasu | Mercer County  | Jessamine County |                   | Růžice kompasu |
| Růžice kompasu | Boyle County   | Sever            | Madison County    | Růžice kompasu |
| Růžice kompasu | Boyle County   | Garrard County   | Madison County    | Růžice kompasu |
| Růžice kompasu | Boyle County   | Jih              | Madison County    | Růžice kompasu |
| Růžice kompasu | Lincoln County |                  | Rockcastle County | Růžice kompasu |